# Renault Premium
Renault Premium — крупнотоннажный грузовой автомобиль производства Renault Trucks, предназначенный для различных условий эксплуатации. Производился с 1996 по 2013 год, после чего был заменён Renault D. В иерархии занимал промежуток между среднетоннажным Midlum и крупнотоннажным Kerax.

## Первое поколение (1996—2006)

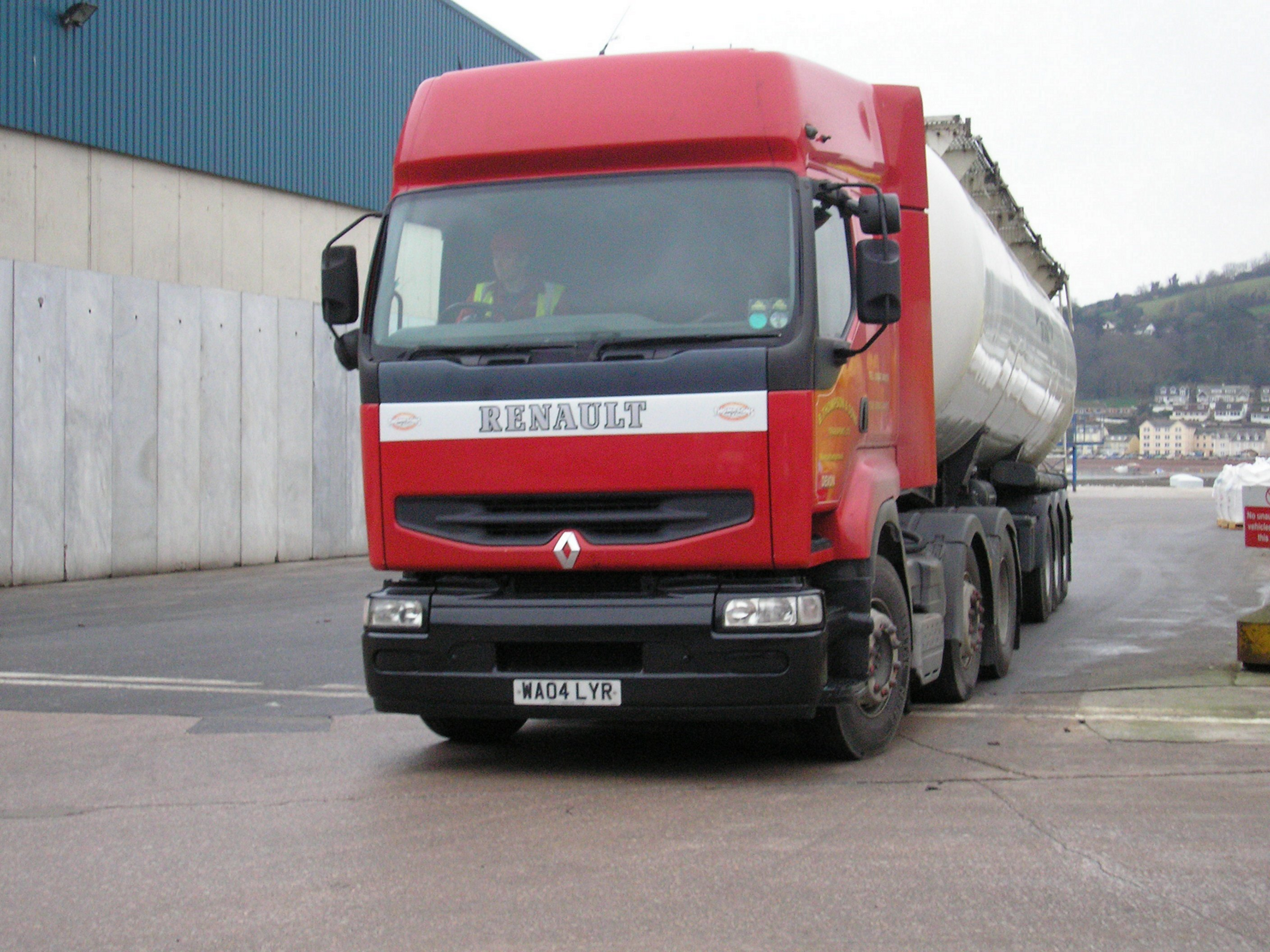
Седельный тягач Renault Premium

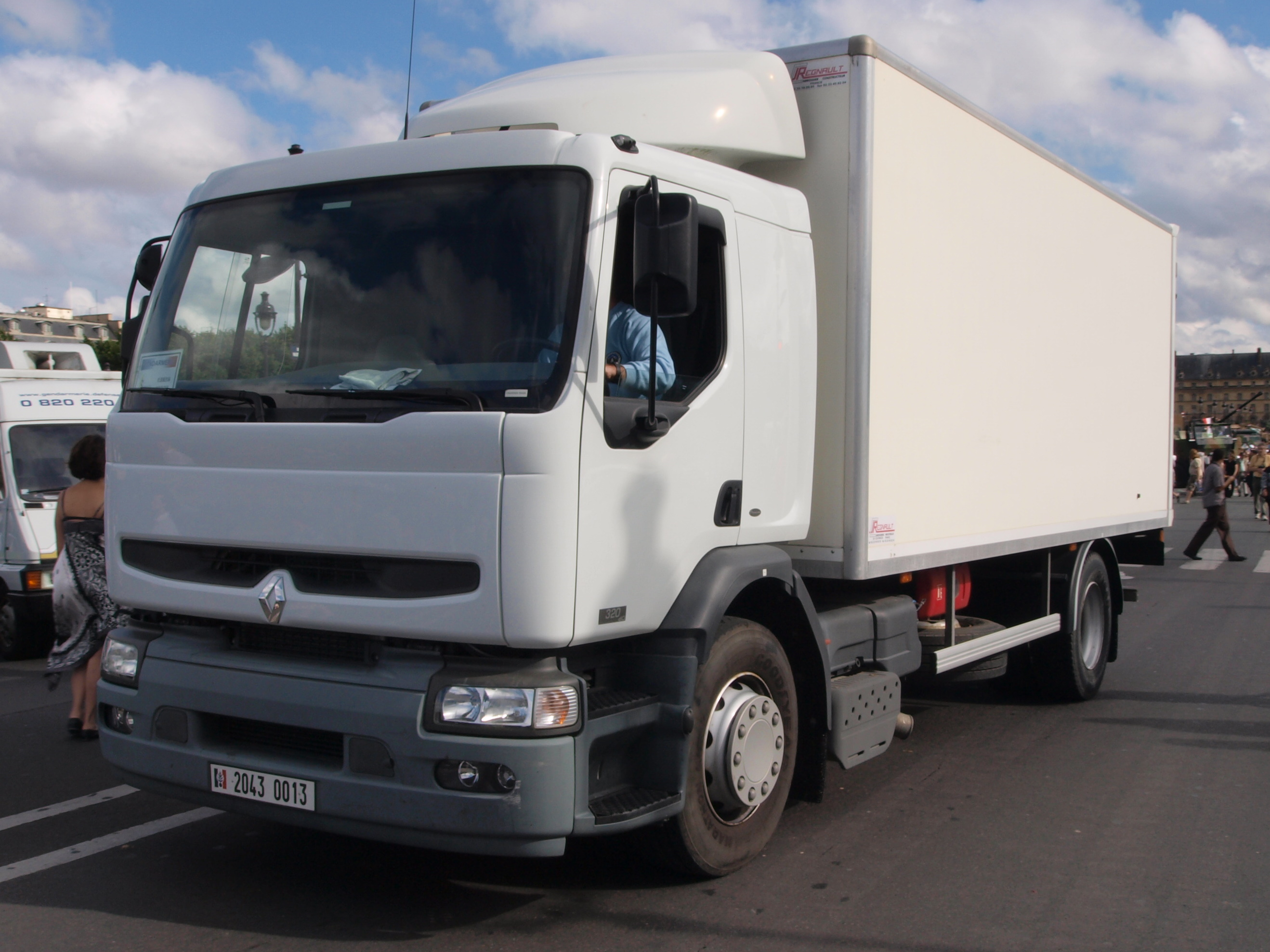
Фургон Renault 320

В 1996 году на смену сериям Manager и Major пришёл автомобиль Renault Premium полной массой от 18 до 26 тонн, что предлагался в 60 вариантах с колёсной формулой от 4*2 до 8*4.
Premium оснащался тремя различными 6-ти цилиндровыми двигателями объёмом 6,2 л MIDR 06.02 (от 209 до 250 л. с.), 9,8 л MIDR 06.20 (от 256 до 339 л. с.) и 11,1 л MIDR 06.23 (от 381 до 412 л. с.), 6- или 18-ступенчатыми трансмиссиями, а также дисковыми тормозами с антиблокировочной системой. Автомобиль производился с двумя видами высоты кабины со спальным местом, а также с кабиной без спального места.

## Второе поколение (2006—2013)
Второе поколение Renault Premium дебютировало в 2006 году. В автомобилях использованы унифицированные платформы, разработанные в рамках группы AB Volvo. У автомобиля обновлены двигатель, трансмиссия, мосты, подвеска, тормоза, кабина, электроника и многое другое.
Модельный ряд включает три семейства автомобилей:
- Renault Premium Distribution
- Renault Premium Route
- Renault Premium Lander

### Renault Premium Distribution

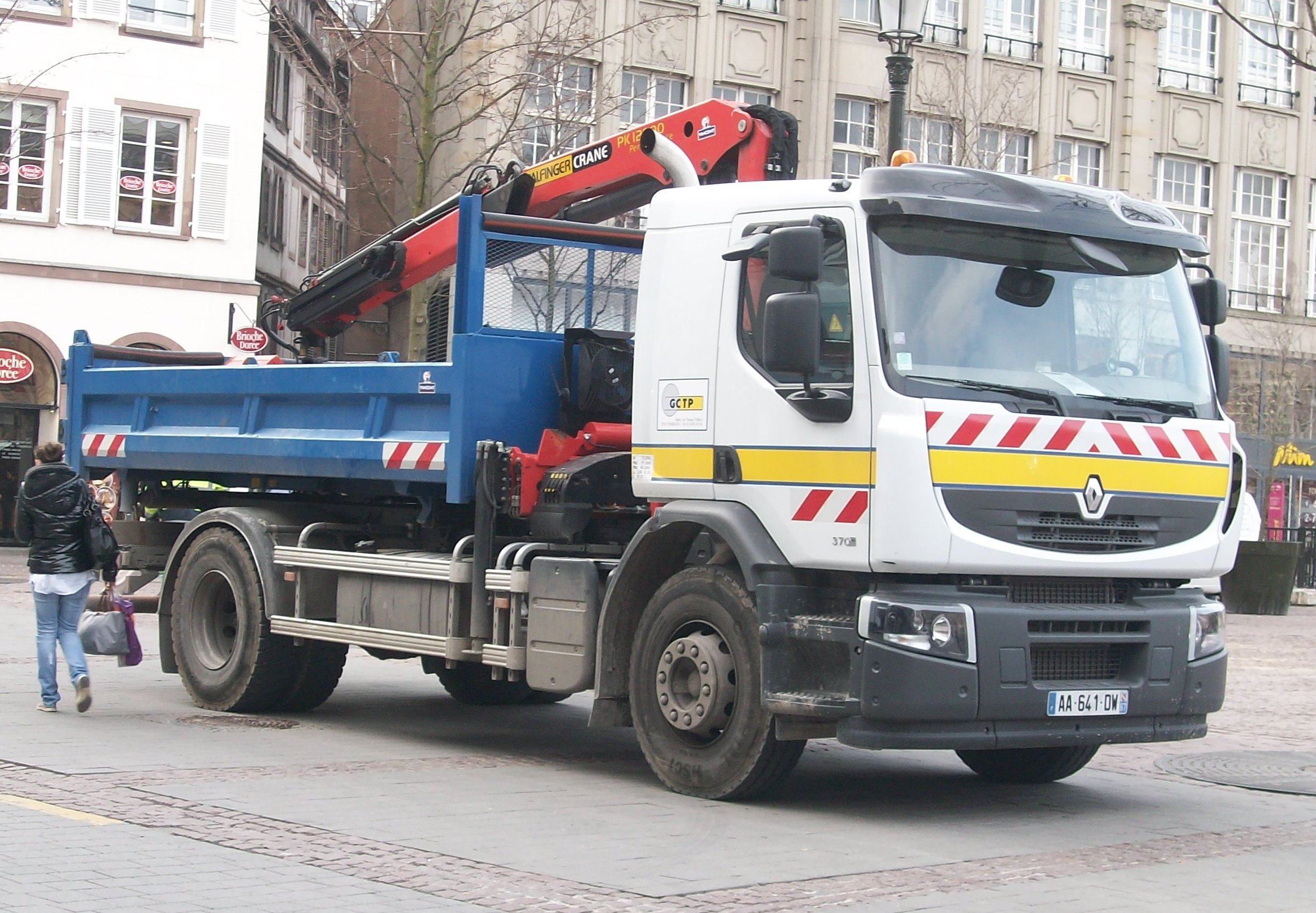
Бортовой Renault Premium Distribution с гидроманипулятором

Полная масса Premium Distribution составляет от 16 до 26 тонн. В 2006 году двигатели и шасси были обновлены, диапазон модификаций был расширен, количество колёсных баз увеличилось до 14. Колёсный формулы — 4*2 и 6*2. Кабины взяты от семейства Midlum.
Двигатели соответствуют нормам Евро-4/Евро-5. Вероятность экономии топлива составляет около 5 %. Трансмиссии тоже взяты от семейства Midlum.
Тормоза колёс дисковые, с электронным управлением EBS и антиблокировочной системой ABS. Подвеска автомобиля пневматическая, с параболическими рессорами и электронным управлением ECS.

### Renault Premium Route

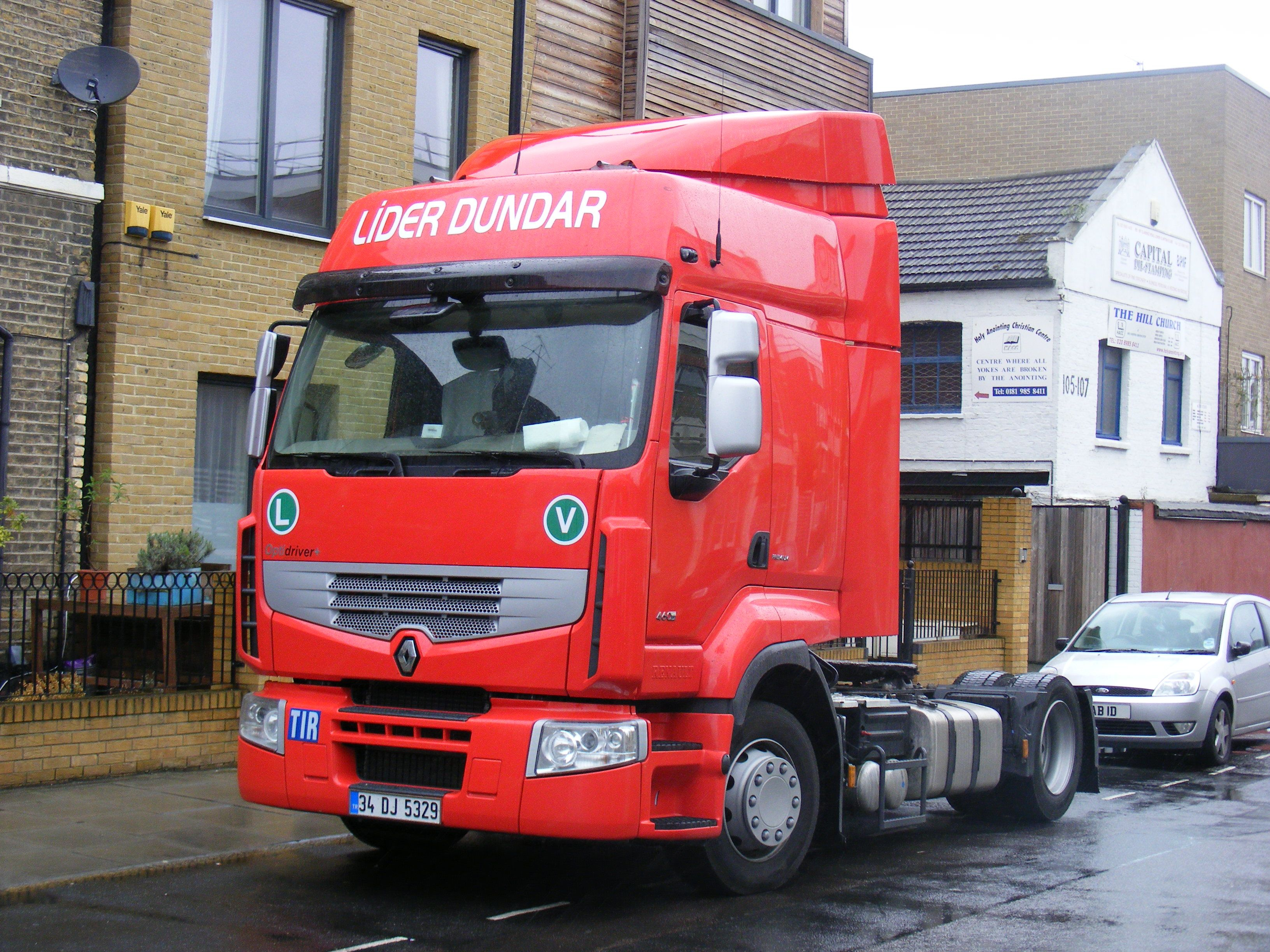
Седельный тягач Renault Premium Route

Полная масса Premium Route составляет от 18 до 26 тонн. В 2006 году двигатели и трансмиссии были обновлены.
Кабина имеет противоударную прозрачную поликарбонатную часть с защитными противогрязевыми дефлекторами, обновлёнными решёткой радиатора и зеркалами заднего вида. Приборная панель взята от семейства Midlum, моторный тоннель увеличен.
Пневмоподвеска водительского сиденья регулируется в зависимости от веса водителя. В приборную панель встроен 9-литровый отсек с кондиционером. Под спальным местом присутствует 28-литровый вещевой ящик или холодильник. Колёсные формулы те же, что и у Premium Distribution, колёсная база составляет от 3,7 до 6,8 м. Тормозные системы дополнены программой стабилизации ESP. Также могут быть полноприводные модификации.

### Renault Premium Lander

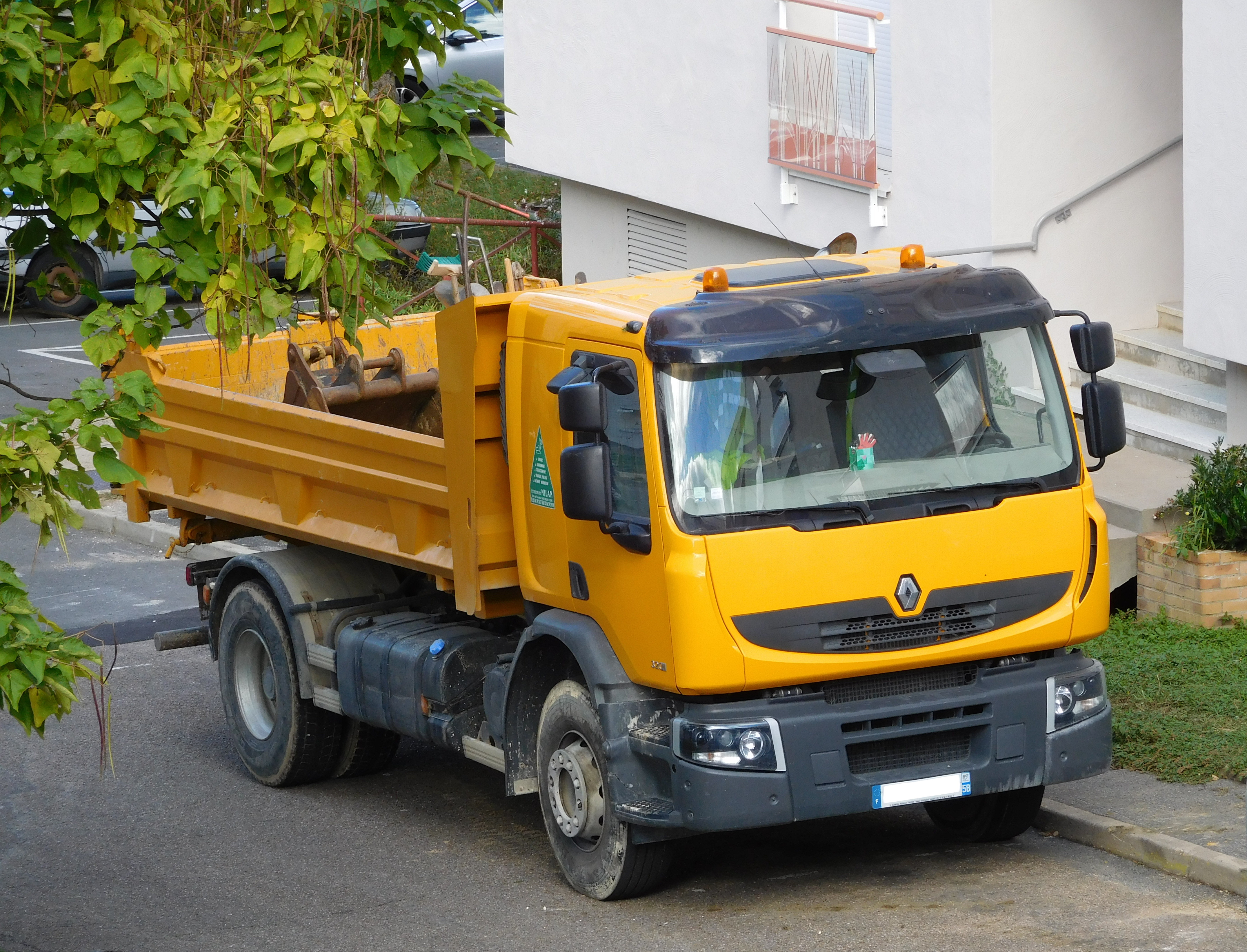
Самосвал Renault Premium Lander

Полная масса Premium Lander аналогична полной массе Premium Route. Автомобили, благодаря несущей раме, рессорной подвеске, 317-миллиметровому дорожному просвету и возможности блокировки межколёсного дифференциала, имеют сходство со строительными моделями Renault Kerax. Двигатели те же, что и у Premium Distribution, однако экстерьер кабины был обновлён.